# Star Track
A Star Track című dal a francia hiphopcsapat Alliance Ethnik és a De La Soul közös dala, mely 1999-ben jelent meg white label bakelit lemezen.
A dal slágerlistás helyezést nem ért el.

## Megjelenések
12" White label  Franciaország Delabel – DE 8283
- A1	Star Track
- B1	Star Track (Instrumental)
- B2	Star Track (Acapella)